# Šmartno, Brda
Šmartno este o localitate din comuna Brda, Slovenia, cu o populație de 222 de locuitori.